# Roselle Park
Roselle Park é um distrito localizado no estado americano de Nova Jérsei, no Condado de Union.

## Demografia
Segundo o censo americano de 2000, a sua população era de 13.281 habitantes.
Em 2006, foi estimada uma população de 13.124, um decréscimo de 157 (-1.2%).

## Geografia
De acordo com o United States Census Bureau tem uma área de
3,2 km², dos quais 3,2 km² cobertos por terra e 0,0 km² cobertos por água.

## Localidades na vizinhança
O diagrama seguinte representa as localidades num raio de 4 km ao redor de Roselle Park.